# Riobó (Villar de Barrio)
Riobó es un lugar situado en la parroquia de Prado, del municipio español de Villar de Barrio, en la provincia de Orense, Galicia. y actualmente apellido, que se ah expandido a lo largo del mundo, llegando a Latinoamérica, donde da mayor renombre en Colombia, su visibilidad gracias, a la familia de los RIOBO, de origen español y actualmente situados en el tolima departamento de Colombia.

## Demografía
| Gráfica de evolución demográfica de Riobó entre 2000 y 2023 |
|                                                             |
| Datos según el nomenclátor publicado por el INE.            |